# 张发虎
张发虎（1960年7月21日—），马来西亚政治人物，现任土著团结党非巫裔臂膀组织全国主席。曾于2018年至2022年担任柔佛州议会柏玛尼斯州议员、2020年至2022年担任柔佛州行政议员。曾经担任土团党最高理事会理事与土团党非巫裔臂膀组织柔佛州主席。

## 个人背景
张发虎的本业是牙医，马来亚大学出身，是马大牙科医学士和英国皇家牙科院士。

## 政治生涯
张发虎早期曾经加入马华公会成为一名普通会员，但在2013年马来西亚大选后的6月退党并加入人民公正党。
在公正党里，他曾担任公正党礼让区主席以及公正党柔佛州联委会财政。
2018年马来西亚大选，张发虎击退国阵民政党的邱孝利，当选柔佛州议会柏马尼斯州议员。同年的公正党党选打败礼让国会议员赛依布拉欣蝉联礼让区部主席。
在2020年马来西亚政治危机的“喜来登酒店行动”后的2020年3月4日因公正党内部斗争被逼退党，转支持国民联盟，成为国民联盟成功执政柔佛上扮演“关键一人”角色。随后在哈斯尼州政府出任团结，商贸及消费人事务委员会主席，是州行政议会里唯一的华裔。
在2022年柔佛州选举，他移师东甲代表国盟土团党上阵他的老巢东甲州议席，虽然成功保住按柜金，但还是败给原任州议员黄俊历。

### 党职

#### 马华公会
- 礼让区会普通党员（至2013年6月）

#### 公正党
- 礼让区部主席（2013年6月至2020年2月）
- 柔佛州联委会财政（至2020年2月）

#### 土团党
- 臂膀组织柔佛州主席[1]（2021年12月12日至2025年1月16日）
- 臂膀组织全国主席[8]（2022年8月3日至今）

### 政府职位
- 团结，商贸及消费人事务委员会主席（2020年2月28日至2022年1月22日）

## 选举成绩
| 年份 | 选区        | 候选人 | 候选人           | 票数  | 得票率 | 竞争对手             | 竞争对手         | 票数   | 得票率 | 总票数 | 多数票 | 投票率 |
| ---- | ----------- | ------ | ---------------- | ----- | ------ | -------------------- | ---------------- | ------ | ------ | ------ | ------ | ------ |
| 2018 | N3 柏玛尼斯 |        | 张发虎（公正党） | 8,304 | 45.14% |                      | 邱孝利（民政党） | 7,941  | 43.17% | 18,843 | 363    | 84.40% |
| 2018 | N3 柏玛尼斯 |        | 张发虎（公正党） | 8,304 | 45.14% | 诺玛拉苏迪曼（伊党） | 2,151            | 11.69% |        | 18,843 | 363    | 84.40% |
| 2022 | N10 东甲    |        | 张发虎（土团党） | 3,092 | 15.58% |                      | 黄俊历（行动党） | 8,105  | 40.85% | 19,840 | 372    | 55.81% |
| 2022 | N10 东甲    |        | 张发虎（土团党） | 3,092 | 15.58% | 王祺翔（马华公会）   | 7,733            | 38.98% |        | 19,840 | 372    | 55.81% |
| 2022 | N10 东甲    |        | 张发虎（土团党） | 3,092 | 15.58% | 慕哈末益烈（斗士党） | 789              | 3.98%  |        | 19,840 | 372    | 55.81% |
| 2022 | N10 东甲    |        | 张发虎（土团党） | 3,092 | 15.58% | 再纳峇哈隆（独立）   | 121              | 0.61%  |        | 19,840 | 372    | 55.81% |